# 遂黑高速公路
遂黑高速公路是中国四川省的一条高速公路，路线为遂宁－射洪－中江－德阳－绵竹－茂县－黑水。

## 路段

### 遂宁段
遂回高速公路（遂宁市区至回马镇）于1998年9月开工建设，2001年12月建成通车。路线起于大英县回马镇，止于遂宁市经济开发区罗家湾，全长22.118公里。

### 遂宁－中江
遂德高速公路（遂宁至德阳中江）起于德阳市中江县玉兴镇，经绵阳市三台县和遂宁射洪市，止于遂宁市大英县回马镇，于2020年3月正式开工建设，总投资95.47亿元，全长83.03公里，设置停车区1处、服务区1处、养护工区1处、匝道收费站7处。设计速度100公里/小时，双向四车道，于2022年9月29日全线通车。

### 德阳－绵竹
茂遂高速（绵竹支线）于2021年通车，起点绵竹S105省道段，止点孝感枢纽互通，全长17.874公里。